# ناوپاره
ناوپاره (به صربی: Naupare) یک منطقهٔ مسکونی در صربستان است که در کروشواتس واقع شده‌است. ناوپاره ۵۸۰ نفر جمعیت دارد.